# Belaha
Belaha – gaun wikas samiti we wschodniej części Nepalu w strefie Sagarmatha w dystrykcie Siraha. Według nepalskiego spisu powszechnego z 2001 roku liczył on 843 gospodarstw domowych i 5532 mieszkańców (2751 kobiet i 2781 mężczyzn).